# Hinojosa de San Vicente
Hinojosa de San Vicente este un oraș din Spania, situat în provincia Toledo din comunitatea autonomă Castilia-La Mancha. Are o populație de 481 de locuitori.
1. ↑  Nomenclátor Geográfico de Municipios y Entidades de Población (20240402 edition)
2. ↑   http://www.aemet.es/es/eltiempo/prediccion/municipios/hinojosa-de-san-vicente-id45074, accesat în 30 august 2019 Lipsește sau este vid: |title= (ajutor)